# Russinho

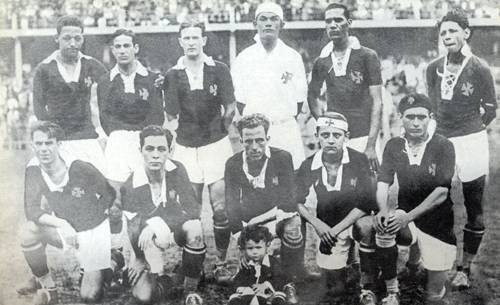
CRVG 1929: Tinoco, Brilhante, Itália, Jaguaré, Fausto e Mola; Paschoal, Oitenta-e-Quatro, Russinho, Mário Mattos e Santana

Moacir Siqueira de Queirós, conhecido como Russinho (Rio de Janeiro, 18 de dezembro de 1902 — Rio de Janeiro, 18 de abril de 1992), foi um futebolista brasileiro que atuava como atacante. Russinho se destacou jogando pelo Vasco da Gama, tendo se tornado o primeiro grande artilheiro do clube. Russinho foi o primeiro jogador cruzmaltino a atingir as marcas de 50, 100 e 200 gols pelo Vasco.

## Carreira
Russinho começou jogando pelo Andaraí em 1922, sendo posteriormente contratado pelo Vasco em 1924. Permaneceu no Clube da Cruz de Malta até 1934, quando transferiu-se para o Botafogo, clube pelo qual encerrou a carreira em 1938.
Atacante de boa técnica, atuou diversas vezes pela Seleção Brasileira, participando inclusive da primeira Copa do Mundo, em 1930.
O jogador é citado na música do sambista Noel Rosa, “Quem dá mais?”. Apesar de disputar um campeonato amador, recebia dos dirigentes alguns “presentes”, como o Chrysler baratinha do samba.

## Títulos
Vasco da Gama
- Campeonato Carioca: 1924,1929 e 1934.[2]
- Torneio Início do Rio de Janeiro: 1926, 1929, 1930, 1931 e 1932

- Taça Alberto Baccarat (SP): 1928[3]
- Copa Myrurgia (Espanha): 1931[4]
- Taça Monroe: 1930 e 1931[5] [6]

Botafogo
- Campeonato Carioca: 1935.[2]

Seleção Carioca
- Campeonato Brasileiro de Seleções Estaduais: 1927, 1928 e 1931

### Premiações
- Jogador do ano: Melhor jogador do Vasco nas temporadas 1924, 1925, 1926, 1927, 1928, 1929 e 1930.

### Artilharias
- Campeonato Carioca de 1929 (23 gols)[2]
- Campeonato Carioca de 1931 (17 gols)[2]

### Marca histórica
- 5º maior Artilheiro da história do Vasco da Gama com 225 gols.
- 8° maior Artilheiro do Campeonato Carioca com 164 gols.